# Partido Liberal-Demócrata de Alemania
El Partido Liberal-Demócrata de Alemania (en alemán: Liberal-Demokratische Partei Deutschlands, abreviado LDP o LDPD) fue un partido político de la República Democrática Alemana (RDA). Fue miembro del Frente Nacional, gracias a lo cual enviaba 52 representantes a la Cámara Popular. Tras la reunificación alemana, en 1990 el partido se integró en el Partido Democrático Libre de la Alemania occidental y desapareció.

## Historia
El LDPD fue fundado en 1945, fue un intento de dar continuidad al Partido Democrático Alemán de la República de Weimar, bajo un prisma liberal. También agrupó a antiguos miembros de los desaparecidos Partido Popular Alemán (DVP) y del Partido Nacional del Pueblo Alemán (DNVP). A finales de año ya disponía de 80.000 miembros. El partido fue inicialmente favorable a la propiedad privada y opuesto a las colectivizaciones. Sin embargo, bajo la presión de las autoridades militares de la zona de ocupación soviética, destituyó a su líder Waldemar Koch y nombró en su lugar a Wilhelm Külz en noviembre de 1945. Bajo la dirección de este último se integró en el Frente Nacional, que estaba liderado por el Partido Socialista Unificado de Alemania (SED), y renunció a su línea política anterior. 
El LDPD participó en las elecciones estatales que se organizaron la zona de ocupación soviética en octubre de 1946. Después de la muerte de Külz en abril de 1948, el partido comenzó a criticar a la Administración Militar Soviética en Alemania (SMAD) y al SED, así como la creciente estalinización de la vida pública. Mediante presiones y después de sufrir varias detenciones, la dirección del partido abandonó la línea crítica. Después de esta fecha mantuvo una posición moderada en la vida política de la Alemania oriental. 
En 1967 Manfred Gerlach fue elegido líder, cargo que mantuvo hasta 1990, e incluso se convirtió en jefe de Estado de la RDA durante un breve periodo. En 1987 el partido tenía 106.000 militantes. Tras la caída del Muro de Berlín en noviembre de 1989, el LDPD abandonó el Frente Nacional y poco después Manfred Gerlach fue destituido como líder. En 1990, en un congreso extraordinario, retornó a sus principios fundacionales, integrándose en la Asociación de Demócratas Libres (BFD), junto a otros partidos liberales. Esta coalición obtuvo un 5,3% de los votos y 21 representantes en las elecciones de marzo del mismo año. En agosto se fusionó con el Partido Democrático Libre (FDP) de la Alemania occidental, dejando de existir como tal.

## Relaciones exteriores
Durante muchos años el LDPD tuvo contactos con otros partidos del extranjero, como el Partido Demócrata de Polonia (Stronnictwo Demokratyczne, SD), el Partido Socialista Checoslovaco (Československá strana socialistická, CSS), el Partido Democrático de Vietnam (Đảng Dân chủ Việt Nam) o el Partido Democrático de Corea (Chõson Sahoeminjudang, CS). También mantuvo contactos con el Partido Democrático Libre de la Alemania occidental; aunque las relaciones fueron frías durante las décadas de los años 60 y 70, a partir de los años 80 volvieron a intensificar.

## Dirigentes del LDPD

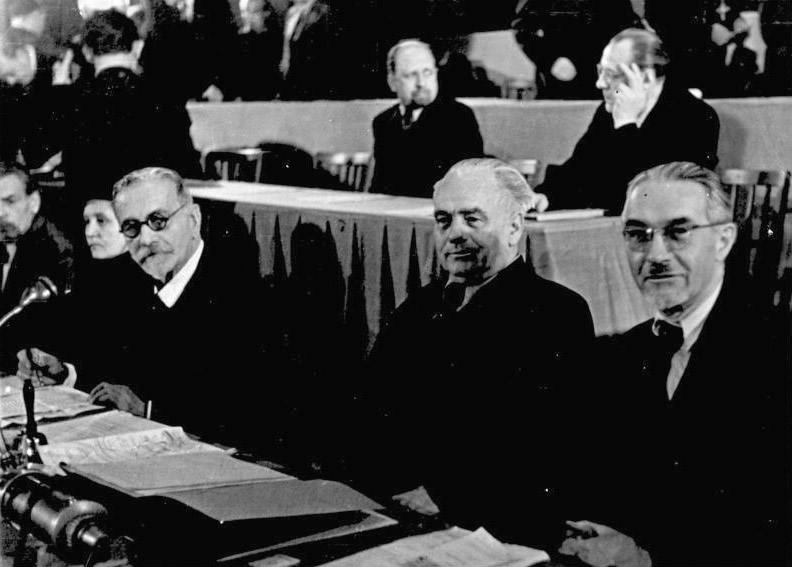
Wilhelm Külz junto a Wilhelm Pieck (SED) y Otto Nuschke (CDU) durante el primer Volkskongress, en 1947.

- Waldemar Koch (1945)
- Wilhelm Külz (1945-1948)
- Arthur Lieutenant (1948)
- Karl Hamann (1948–1949)
- Hermann Kastner (1949–1950)
- Hans Loch (1951–1960)
- Max Suhrbier (1960–1967)
- Manfred Gerlach (1967–1990)
- Rainer Ortleb (1990)